# 莫阿克沙鄉
45°52′0″N 25°58′0″E / 45.86667°N 25.96667°E
莫阿克沙鄉（羅馬尼亞語：Comuna Moacșa, Covasna），是羅馬尼亞的鄉份，位於該國中部，由科瓦斯納縣負責管轄，面積35平方公里，海拔高度546米，2007年人口1,219，人口密度每平方公里35人。